# Ožujsko

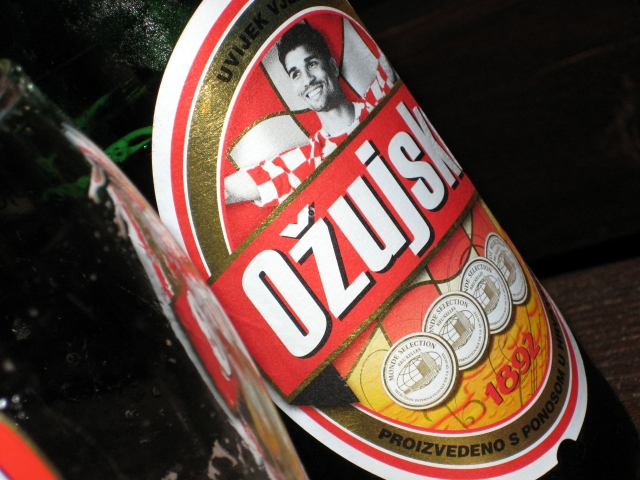
Ožujsko

Ožujsko, Ožujsko pivo – marka chorwackiego jasnego piwa. Zawartość alkoholu wynosi 5%. Jest ono produkowane od roku 1892 przez największy browar w kraju, Zagrebačka pivovara. Jest to jedno z najbardziej popularnych piw w Chorwacji. 
Ponad 130-letnia tradycja piwowarska sprawia, że Ožujsko jest jednym z najstarszych piw produkowanych w Chorwacji. Powstaje ono z naturalnych składników – wody, słodu jęczmiennego, chmielu i drożdży. Nazwa piwa wywodzi się od miesiąca marca – po chorwacku ožujak. Właśnie w tym miesiącu zostało ono wyprodukowane po raz pierwszy.
Od 15 lat Ožujsko jest oficjalnym sponsorem chorwackiej reprezentacji w piłce nożnej.